# Käringberget, Leksand
Käringberget är ett berg strax norr om Leksands tätort, Leksands kommun, 240 meter över havet.
Berget hette tidigare Kyrkberget, men fick sitt nuvarande namn i samband med häxprocesserna under Det stora oväsendet på 1670-talet, då sju kvinnor som dömdes för häxeri under häxprocessen i Leksand halshöggs och brändes på berget. Ett utkikstorn fanns tidigare på toppen, men är nu rivet.